# Today (álbum de Angela Aki)
Today es el tercer álbum de estudio de Angela Aki, aunque el segundo en Japón. Se puso a la venta el 19 de septiembre de 2007, y se presenta en dos versiones, una con el CD solamente, y otra versión limitada con un DVD extra.
Además de los sencillos que han aparecido hasta el momento de su puesta a la venta, incluirá la canción "Again" que se usa como canción principal para el programa de televisión Mezamashi Terebi desde el 2 de abril.

## Lista de canciones del CD
1.- サクラ色 - Sakura iro
2.- Again
3.- Today
4.- 愛のうた - Ai No uta 
5.- たしかに - Tashika ni
6.- Silent Girl 
7.- モラルの葬式 - Moraru no Soushiki 
8.- 乙女心 - Otome Gokoro 
9.- One Melody 
10.- 友のしるし - Tomo no Shirushi 
11.- 孤独のカケラ - Kodoku no Kakera
12.- On & On 
13.- Surrender 

## Lista de canciones del DVD
1.- Videoclip de サクラ色 - Sakura iro
2.- Videoclip de 孤独のカケラ - Kodoku no Kakera
3.- Videoclip de たしかに - Tashika ni
4.- Making of del videoclip de サクラ色 - Sakura iro
5.- Making of del videoclip de 孤独のカケラ - Kodoku No Kakera
6.- Making of del videoclip deたしかに - Tashika ni
7.- Directo de サクラ色 - Sakura iro 
8.- Directo de 孤独のカケラ - Kodoku No Kakera 
9.- Directo de Again
10.- Grabación de Today ("Detrás de las cámaras")

## Posiciones en las listas de Oricon
En sus cuatro primeros días a la venta ha vendido más de 30.000 copias, alzándose con el número uno en ventas diario desde que apareció, y el número uno semanal, en su primera semana a la venta, y vendiendo más de 88.000 copias. En su segunda semana bajó al puesto 3 semanal, vendiendo 42.771 copias.
| Lun | Mar | Mie | Jue | Vie | Sab | Dom | Puesto semanal           | Ventas |
| --- | --- | --- | --- | --- | --- | --- | ------------------------ | ------ |
| -   | 1   | 1   | 1   | 1   | 1   | 1   | 1                        | 88,658 |
| 1   | 3   | 3   | 3   | 3   | 3   | 3   | 3                        | 42,771 |
| 4   | 13  | 9   | 7   | 9   | 8   | 8   | 8                        | 19,211 |
| 8   | 18  | -   | -   | 20  | 12  | 15  | 19                       | 11,066 |
| 15  | 20  | 26  | 20  | 21  | 17  | 19  | 23                       | 7,303  |
| 22  | -   | 44  | -   | 38  | 36  | 33  | 46                       | 4,704  |
| 33  | 38  | 44  | 44  | 47  | 36  | 43  | 48                       | 3,448  |
| 44  | -   | -   | -   | -   | -   | -   | 68                       | 2,330  |
| -   | -   | -   | -   | -   | -   | -   | 79                       | 2,078  |
| -   | -   | -   | -   | -   | -   | -   | 146                      | 1,340  |
| -   | -   | -   | -   | -   | -   | -   | 158                      | 1,298  |
| -   | -   | -   | -   | -   | -   | -   | 161                      | 1,343  |
| -   | -   | -   | -   | -   | -   | -   | 193                      | 1,304  |
| -   | -   | -   | -   | -   | -   | -   | 121                      | 3,692  |
| -   | -   | -   | -   | -   | -   | -   | 140                      | 1,069  |
| -   | -   | -   | -   | -   | -   | -   | 186                      | 825    |
| -   | -   | -   | -   | -   | -   | -   | 268                      | 701    |
| -   | -   | -   | -   | -   | -   | -   | 208                      | 798    |
| -   | -   | -   | -   | -   | -   | -   | 274                      | 589    |
| -   | -   | -   | -   | -   | -   | -   | Fuera durante 17 semanas |        |
| -   | -   | -   | -   | -   | -   | -   | 272                      | 529    |
| -   | -   | -   | -   | -   | -   | -   | 287                      | 500    |
| -   | -   | -   | -   | -   | -   | -   | Fuera durante 12 semanas |        |
| -   | -   | -   | -   | -   | -   | -   | 173                      | 864    |
| -   | -   | -   | -   | -   | -   | -   | 244                      | 784    |
| -   | -   | -   | -   | -   | -   | -   | 210                      | 701    |

Ventas totales: 201,505* (a 21 de diciembre de 2008)